# 副操縦士
副操縦士（ふくそうじゅうし、英: First Officer, Co-Pilot）は、航空機乗員のうちの最高責任者・管理者である機長の補佐・機長業務の代行などを行う乗員。

## 概要
航空業界では英語からファースト・オフィサー、コ・パイロット（F/O、コ・パイと略す事がある。発音は「コーパイ」）と呼ばれる事が多い。航空法上で2人の操縦士が乗務することが義務付けられている航空機では通常、機長と副操縦士が1名ずつ乗務し操縦を行う。飛行機と飛行船のコックピットでは右席に、ヘリコプターでは左席に座る。

## 副操縦士の資格
日本の場合、副操縦士には、航空従事者国家資格のうちの1つである事業用操縦士の免許が少なくとも必要である。副操縦士の多くは機長資格の前提である定期運送用操縦士の免許を受けていないが機長の指示・監督のもと機長業務を代行することができる。
なお、日本以外の航空会社では副操縦士にも定期運送用操縦士の免許を必要とするところが多い。
また最近（日本では2013年）准定期運送用操縦士の免許が創設され（日本航空と全日本空輸の養成所でのみ取得出来る）、このライセンスでも副操縦士となることが可能になった。
また、乗務する操縦士が2人とも機長免許を持っている場合もある。これを「ダブルキャプテン」と呼ぶことがある。この場合も1人が副操縦士業務を担当する。
航空事故が起きた際に「事故当時副操縦士が操縦していた」と非難するような報道もみられる（1985年のJAL123便、1988年のアロハ243便の事故などは、機長昇格訓練の最中に起きた事故）。しかし、航空法上も副操縦士が機長に代わって操縦することは問題なく、将来機長となるためには必要な日常的に行われている訓練の一つであり、仮免許での自動車の路上教習などとは性質が全く異なり、事業用操縦士の資格を取得した上でさらに上の資格の取得を目指すものである。操縦の操作についても機長と副操縦士で基本的に差はない。むしろ、操縦を副操縦士に任せ、機長は全体の状況の把握とその判断に集中したほうが安全だという考え方もある。
離着陸での操縦に関してはある程度の経験を積むことを必要とするため、得てして重大事故の発生時に副操縦士の操縦に対して非難の集中が見られるものの、機長になるためには当然ながら離着陸に関する実務経験も積んでいかなければならない。

## 副操縦士の業務
日本の航空法で操縦する者を2人乗せなければならない航空機が定められている。
- 構造上、その操縦のために二人を要する航空機
- 特定の方法又は方式により飛行する場合に限りその操縦のために二人を要する航空機であつて当該特定の方法又は方式により飛行するもの
- 旅客の運送の用に供する航空機で計器飛行方式により飛行するもの
- 旅客の運送の用に供する航空機で飛行時間が五時間を超えるもの

これは日本の例だが、日本以外の国もほぼ同様である。
2人で乗務することが義務付けられた航空機では主に機長が操縦を行い、副操縦士は航空交通管制の通信・機長の補佐を行う。機長の指示で副操縦士が操縦を行うこともある。操縦経験を積むために出発から到着まで全て副操縦士が機長に代わり操縦を行うこともある。ただし、いずれの場合も最終的な判断は常に機長が行う。
旅客運送の黎明期には副操縦士が空いた時間で客室乗務員の業務を兼任していた。21世紀においては航空法第71条の2に定める操縦者の見張り義務等があり、機長が操縦している間であっても他の業務を行うことはできない。

## 将来
2022年現在、ドイツやイギリス、ニュージーランドなど40カ国余りは、ジェット旅客機のパイロット1人制の導入について検討を進めており、国際民間航空機関に支援を求めている。また、欧州航空安全機関は、ジェット旅客機のパイロット1人制の運用方法決定に向けて航空機メーカーと取り組んでいるほか、監督ルール策定の準備を進めている。